# La Zarzamora
La Zarzamora är en ort i Mexiko.   Den ligger i kommunen Los Reyes och delstaten Michoacán de Ocampo, i den södra delen av landet, 300 km väster om huvudstaden Mexico City. La Zarzamora ligger 1 919 meter över havet och antalet invånare är 876.
Terrängen runt La Zarzamora är kuperad åt sydväst, men åt nordost är den bergig. Runt La Zarzamora är det ganska tätbefolkat, med 111 invånare per kvadratkilometer. Närmaste större samhälle är Tingüindín, 8,1 km nordväst om La Zarzamora. I omgivningarna runt La Zarzamora växer huvudsakligen savannskog.